# Metropolitana di Bursa
La metropolitana di Bursa, nota anche con il nome commerciale di BursaRay, è la metropolitana che serve la città turca di Bursa.